# برایان لاندکوییست
برایان لاندکوییست (به انگلیسی: Bryan Lundquist) (زادهٔ ۳۰ مهٔ ۱۹۸۵) شناگر اهل ایالات متحده آمریکا است.